# Fulbék
A fulbék vagy az angol név után: fulák vagy fulánik, francia nevük után: peul (pöl), Nyugat-Afrika egy népcsoportja, akik a Közép-Szudán (régió) népeihez tartoznak.
Ez a népcsoport napjainkban legalább 17 ország területén szétszórva él. Megtalálhatók Nigéria, Szenegál, Guinea, Mali, Mauritánia, Csád, Niger, Kamerun, Közép-afrikai Köztársaság, Sierra Leone, Gambia, Bissau-Guinea, Burkina Faso, Togo, Benin, Ghána területén, de egy csoportjuk Szudán Kasszala tagállamában is, ahol fellata néven ismertek.
A fulbék - Guinea kivételével - kisebbségben vannak minden országban, ahol élnek. Létszámban Nigériában (kb. 17 millió fő), a lakosság arányában legtöbben Guineában vannak jelen (40%). Túlnyomórészt muzulmánok, kevesen a bahá'í vagy pedig törzsi vallások követői.
A fulbék lakta terület évszázadokon át az europid és a negrid nagyrassz találkozási helye volt. Ez a terület a rasszkeveredés klasszikus helye. A fulbék alapjaikban nem negridek, az ajkuk keskeny, a bőrük világosbarna, a hajuk pedig egyenes. Egyes fulbe csoportok azonban, amelyek a népcsoport ősi szálláshelyétől messzire szakadtak, testi jellegeik már erős negroid hatást mutathatnak.
A fulbék eredetileg egy nomád pásztor nép a Száhel-szaharai térségben, akik szarvasmarha, kecske és juhnyájak legeltetésével foglalkoznak. A Száhel-övezet elsivatagosodása azonban egyre délebbre kényszeríti őket. Gyakran alakulnak ki a letelepedett mezőgazdasági termelő munkát végző és az állattenyésztő (fulbe) népek között konfliktusok. Az ilyen konfliktusok általában akkor kezdődnek, amikor az állatok megművelt területekre tévednek és megsemmisítik a termést.
Továbbá a népesség növekedésével egyre több korábbi legelőterületet alakítanak át mezőgazdasági területté, ami által a fulbék hagyományos megélhetése kerül veszélybe és szintén súrlódásokhoz vezet.
A népcsoportjukba tartoznak a tukulör, a bororo (fulbe nyelven: wodaabe), az aboro, a torobe  törzsek is. A tukulör nép ellentétben a legtöbb fulbéval egy letelepedett, mezőgazdasági munkát végző nép. Rajtuk kívül ma már egyre több a letelepedett fulbe, aki az állattenyésztés mellett földművelést végez.

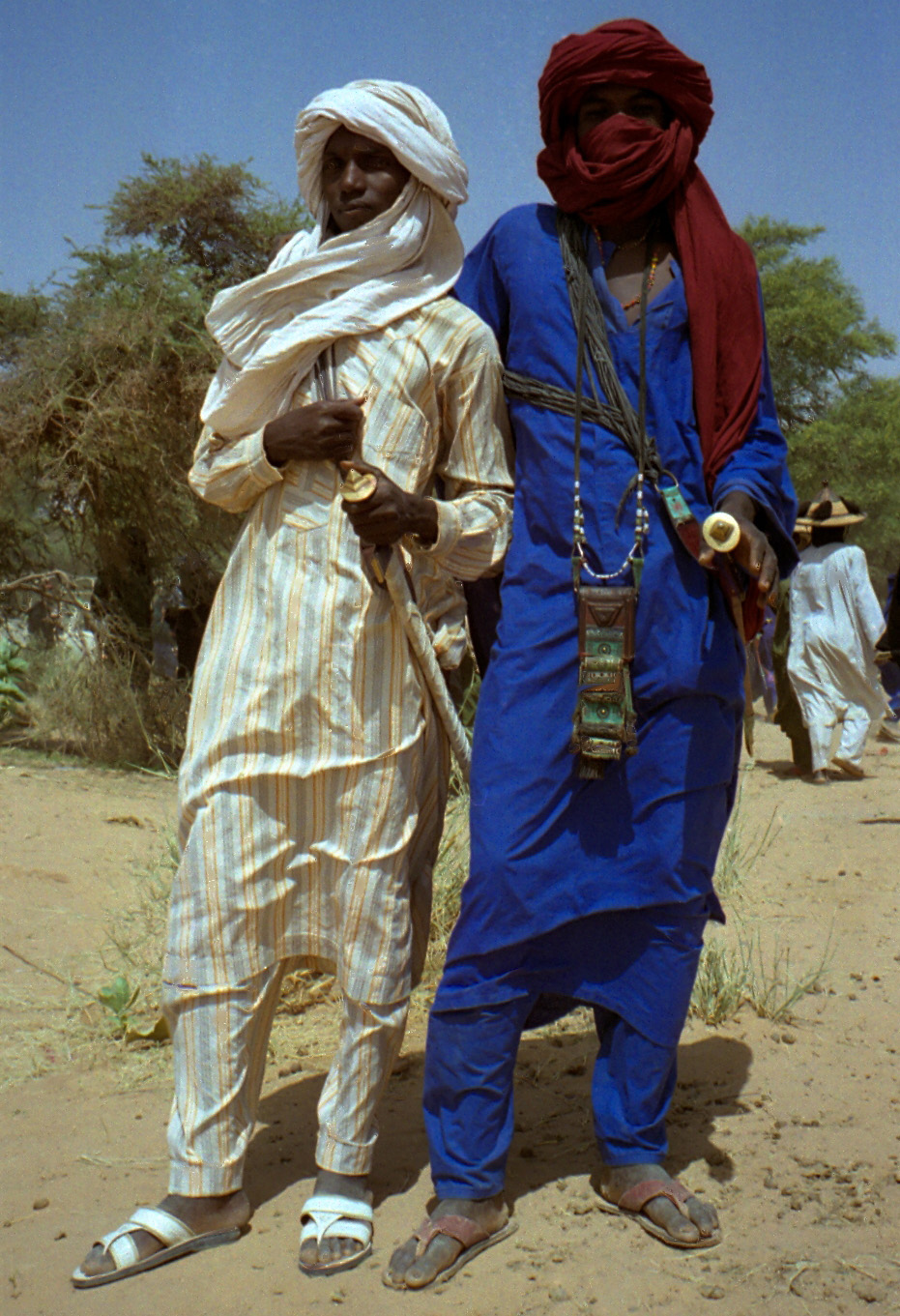
Fulbék (bororo) férfi hagyományos, a feje köré tekert sállal

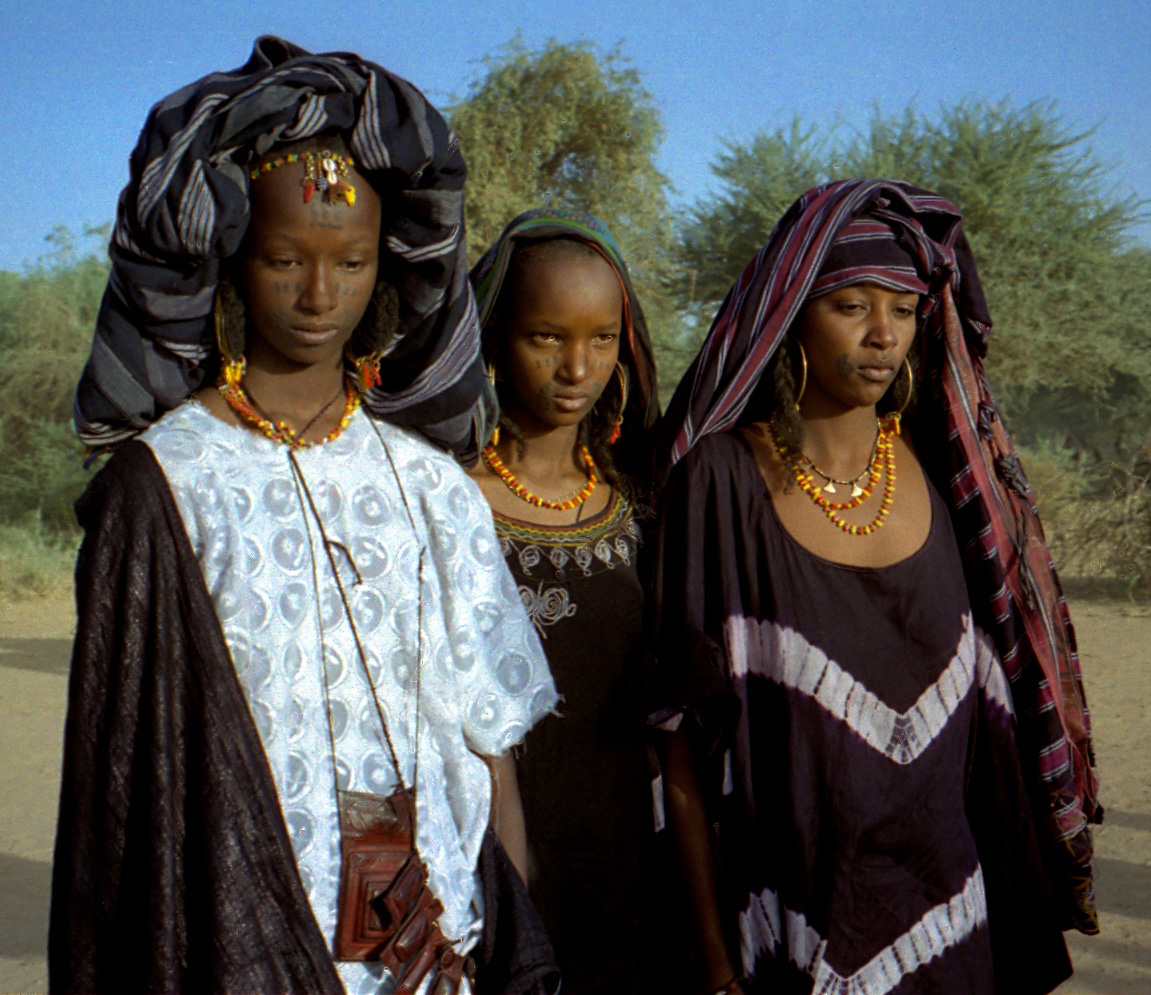
Fulbék (bororo) nők az arcukon s szájuk, szemük körüli jelölésekkel

## Történelem
A fulbék (fulani) nép története valamikor a 8–11. század körül kezdődik. A berber nép egy csoportja ekkortájt vándorolt le mai területére és keveredett a Nyugat-Afrikában, a Szenegál régióban élő népekkel. A nomád életet élő, és főként szarvasmarha tenyésztők a jobb legelőhelyek  miatt kelet felé vándoroltak, útjuk közben különböző afrikai törzsekkel kerültek kapcsolatba. Az évszázadok során belőlük alakult ki a fulani népcsoport. Őket tekintik a legnagyobb nomád csoportnak a világon.
A fulbék volt az első afrikai törzs, amely Nyugat-Afrikában áttért az iszlámra még a 14. században.  Ma a fulbék több mint 95%-a muzulmán.

## Külső megjelenésük
Szomszédaiknál magasabb, vékonyabb emberek. A fulbe férfiak gyakran egyszínű inget viselnek, fejük köré hosszú sálat tekernek, arcukat, homlokukat jelölésekkel látják el. A fulbe nők nagyon kecsesek. Fejükön (általában lopótökben) szállítják áruikat. Ruháik színe gyakran sárga vagy piros alapszínű. Hajuk hosszú, fonott. Csuklójukon több karkötőt hordanak, arcukon, homlokukon jelölések vannak a szájuk és szemük körül, a férfiakhoz hasonlóan.

## Család, házasság, szokások

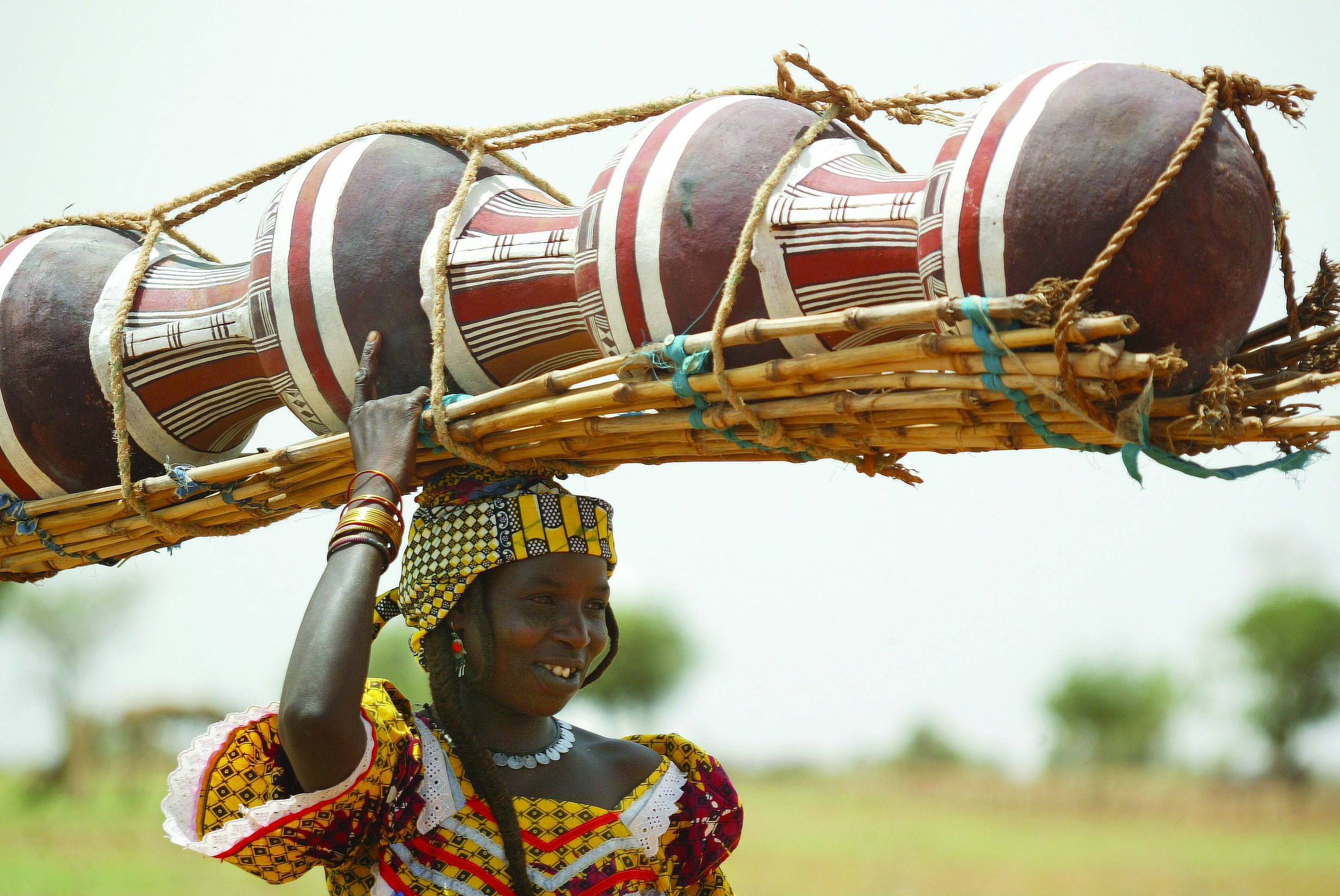
Fulbe nő Nigerben, a hagyományosan fején szállított teherrel

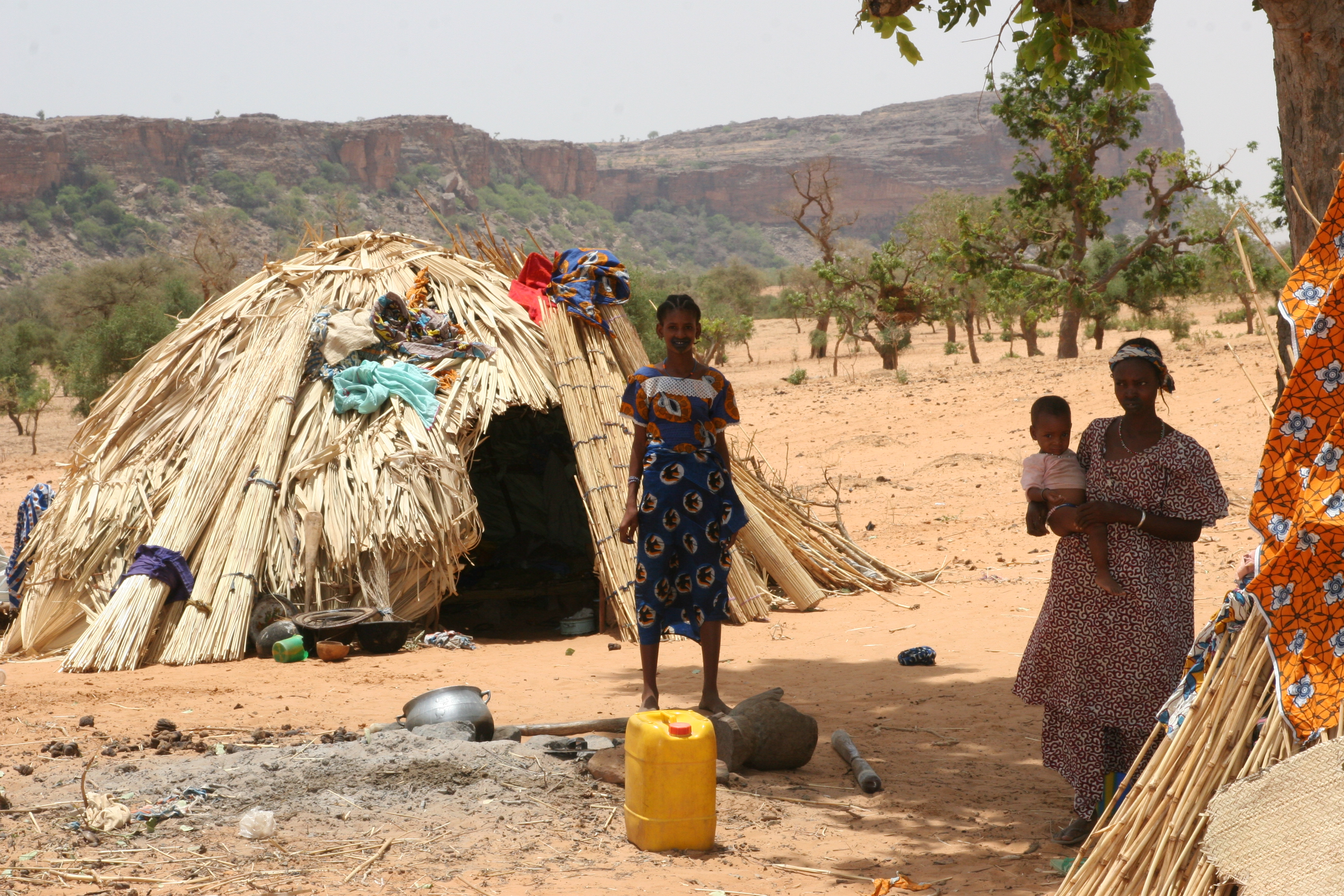
A fulbék egyszerű, száraz fűből, nádból összerakott kunyhói Maliban

Az iszlám szerint a fulbe férfinak akár négy felesége is lehet, ha a feleségeit el tudja tartani.
A lányok nem ritka, hogy már 13-15 éves korukban házasok. A fulbék túlnyomó többsége vidéken él. A  hagyományosan 100 vagy annál több főből álló faluközösségek elszórtan, 2-3 kunyhóból álló csoportokban élnek.
A tipikus fulbe család otthona füves kunyhó, benne általában három ággyal. A tűzhely a házon kívül, központi helyen áll, ahol a nők általában együtt dolgoznak. Ételeik általában köleskásából állnak, rajta valami szósszal.
A hideg és forró évszakokban otthoni javításaikat végzik, kutakat ásnak, felkészülnek a mezőn való ültetésekre. A térségben honos magas fűből szövik a kunyhó tetejét, falait. A vizet a kútról a saját fejükön szállítják, sokszor több mérföld távolságról. A nők felelősek a fagyűjtésért, mosásért, gyermekgondozásért. Emellett szőnyegeket szőnek szárított fűből és különböző hasznos apróságokat, hogy eladhassák a piacon. Emellett eladják a maradék tejterméket is, hogy ruhát, és főzéshez való összetevőket vásároljanak belőle a piacon.
A fulbe családok többsége nem engedheti meg magának, hogy gyermeke tanulhasson, iskolába járhasson, nem tudják fizetni az iskolák díját, rendkívül sok közöttük az írástudatlan. Néphagyományaik: irodalom, költészet, történelem, történet, legenda, közmondás, mágikus formula és a rejtvény szóban terjednek; főleg esténként, ahol a férfiak a tűz körül üldögélve mesélik a fennmaradt hagyományokat, történeteket.
A fulbe gyerekek nagyon korán elkezdik tanulni a szerepüket a családban. A fiúk többnyire követik apjukat, hogy megtanulják a szarvasmarha gondozást, kölestermesztést. Amint elérik 10. évüket, ők felelősek a szarvasmarhákért. A szarvasmarha gondozásba a lányokat is bevonják, de általában csak amíg el nem érik a 9-10. évüket. A lányok gyakori feladata a tűzifa összegyűjtése és a fiatalabb testvérre való vigyázás.
A fulbe férfiak és a nők életében nagyon fontos szerepet tölt be a piac. Sok fulbe nő itt adja el a tejtermékeket, az otthon készített szalma szőnyegeket, lopótök tálakat, házi szappanokat és más válogatott árut. Sokan jönnek szarvasmarhát, kecskét vagy juhot vásárolni vagy eladni. Az emberek itt gyűlnek össze kicserélni tapasztalataikat, híreiket egymás közt.

## Fordítás
- Ez a szócikk részben vagy egészben  a   Fula people című angol Wikipédia-szócikk fordításán alapul.  Az eredeti cikk szerkesztőit annak laptörténete sorolja fel. Ez a jelzés csupán a megfogalmazás eredetét és a szerzői jogokat jelzi, nem szolgál a cikkben szereplő információk forrásmegjelöléseként.
- Ez a szócikk részben vagy egészben  a   Peuls című francia Wikipédia-szócikk fordításán alapul.  Az eredeti cikk szerkesztőit annak laptörténete sorolja fel. Ez a jelzés csupán a megfogalmazás eredetét és a szerzői jogokat jelzi, nem szolgál a cikkben szereplő információk forrásmegjelöléseként.